# Zsebeháza
Zsebeháza es un pueblo húngaro perteneciente al distrito de Csorna en el condado de Győr-Moson-Sopron, con una población en 2013 de 129 habitantes.
Se conoce la existencia del asentamiento desde el año 1346, bajo el nombre de Terra Sebe, y originalmente fue propiedad de la familia Potyondy. El asentamiento original fue destruido durante las invasiones turcas del XVI, y permaneció abandonado durante una década.
En el XIX, el lugar comenzó a desarrollarse como un centro artesanal dentro de la región.
Casi todos los habitantes de la localidad son étnicamente magiares, aunque existe una notable diversidad religiosa: aproximadamente la mitad de los vecinos profesan la fe luterana, mientras que cerca de una cuarta parte son católicos.
La localidad se encuentra a unos 10 km al suroeste de la capital distrital, Csorna, junto a la carretera M86, que conecta con la ciudad de Szombathely.